# Selenophorus sinuaticollis
Selenophorus sinuaticollis är en skalbaggsart som beskrevs av Notman. Selenophorus sinuaticollis ingår i släktet Selenophorus och familjen jordlöpare. Inga underarter finns listade i Catalogue of Life.